# 科扎基夫斯凯

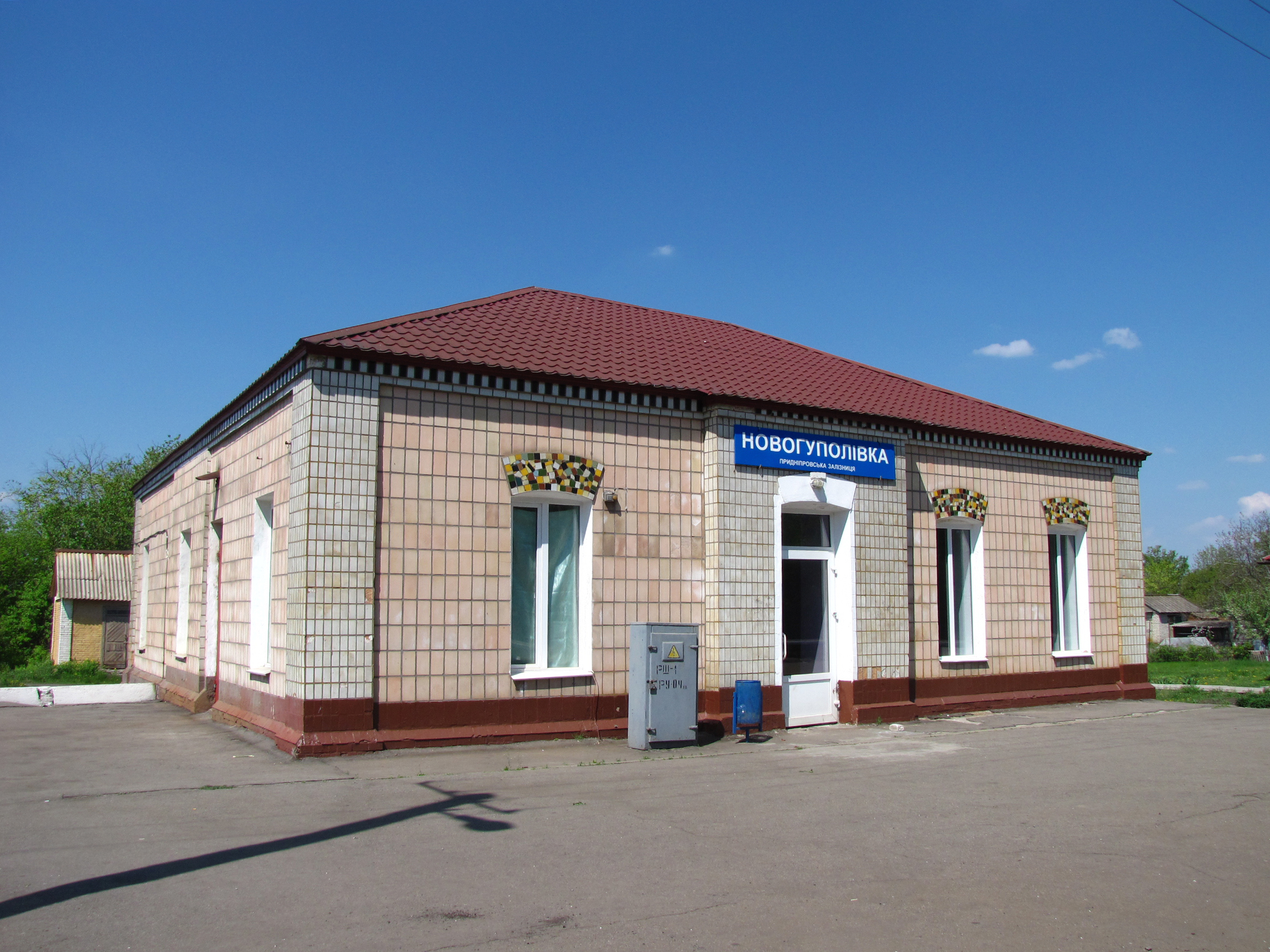
村内的火车站

科扎基夫斯凱（烏克蘭語：Козаківське），是烏克蘭東南部扎波羅熱州扎波羅熱區维利尼扬斯克市镇内的村落。始建於1918年，面積4.23平方公里，2001年人口159，人口密度每平方公里37.6人。